# Stranska vas ob Višnjici
Stranska vas ob Višnjici – wieś w Słowenii, w gminie Ivančna Gorica. W 2018 roku liczyła 48 mieszkańców.